# 河北科技学院
河北科技学院，1958年成立于天津市，1961年4月，学院停办，校舍移交予河北工学院使用，417名在校学生转入该院相应科系学习。
现阶段的河北科技学院是指位于河北省保定市的民办院校，前身是1991年成立的保定虎振厨师学校，2011年经中华人民共和国教育部批准升格为普通本科院校并更名为河北科技学院。有保定校区和唐山校区两座校区。